# Phrynetopsis marshalli
Phrynetopsis marshalli là một loài bọ cánh cứng trong họ Cerambycidae.